# Kerk van de Levende God, Pilaar en Steun van de Waarheid, Licht van de Wereld

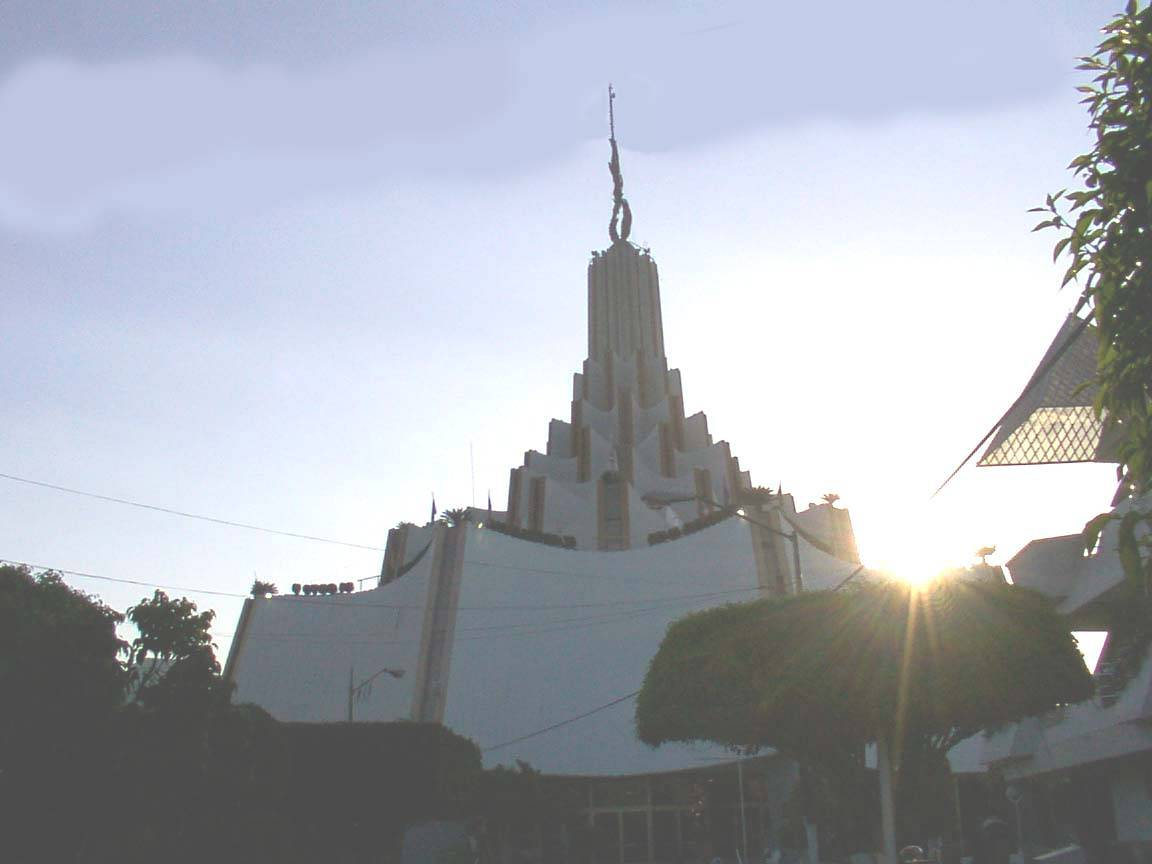
Internationale zetel van de kerk in Guadalajara

De Kerk van de Levende God, Pilaar en Steun van de Waarheid, Licht van de Wereld (Spaans: Iglesia del Dios Vivo, Columna y Apoyo de la Verdad, La Luz del Mundo), kortweg de Kerk van het Licht van de Wereld (Spaans: Iglesia de la Luz del Mundo) Engels: ("Church of the Living God, Pillar and Ground of the Truth, The Light of the World")  kortweg La Luz del Mundo (LLDM) de naam is afgeleid van twee passages in de Bijbel, Mattheüs 5:14 en 1 Timoteüs 3:15.  is een christelijk-restaurationistisch internationale kerkgenootschap die van oorsprong uit Mexico komt.
De kerk werd opgericht op 6 april 1926 door Eusebio Joaquín González in Monterrey. Joaquín, die zich  Aaron noemde nadat hij een visioen van God had gekregen. Hij verklaarde dat God in een visioen verklaarde dat de sterren van de hemel aan Joaquín de opdracht had gegeven de vroege christelijke kerk te herstellen en benoemde hem tot apostel van Jezus Christus. LLDM gelooft dat hun drie leiders : Aarón Joaquín González (1896-1964),Samuel Joaquín Flores (1937-2014), en Naasón Joaquín García (geboren in 1969), de hedendaagse apostelen van Jezus Christus zijn.
De Kerk van het Licht van de Wereld zegt de enige ware restauratie van de vroege christelijke kerk zoals die door Jezus gesticht is te zijn, en dat de verlossing alleen door middel van haar bereikt kan worden. De kerk stelt drie soorten principes vast volgens welke de leden dienen te leven: religieuze, burgerlijke en civiele. De kerk beweert dat alleen zij de ware interpretatie van de Christelijke doctrine kent en kan verspreiden, en wordt dan ook wel christenfundamentalisme verweten.
Tot 1934 was het een kleine groep gelovigen, totdat ze haar eerste tempel bouwde. Daarna bleef de kerk groeien en uitbreiden, alleen onderbroken door een intern schisma in 1942. De kerk is nu verspreid over meer dan 50 landen en heeft wereldwijd tussen de 1 en 5 miljoen aanhangers. De hoofdzetel van de kerk bevindt zich in Guadalajara, in een kerk die de grootste niet-katholieke kerk van Latijns-Amerika is.
In juni 2019 werd kerkleider Naasón Joaquín García gearresteerd op de internationale luchthaven van Los Angeles en beschuldigd van seksuele misdrijven door het openbaar ministerie van Californië.  Op 8 juni 2022 werd hij veroordeeld tot 16 jaar en 8 maanden gevangenisstraf.

## Geschiedenis
Eusebio Joaquín González werd geboren op 14 augustus 1896 in Colotlán in de Mexicaanse staat Jalisco. Op jonge leeftijd trad hij toe tot het Constitutionele Leger tijdens de Mexicaanse Revolutie. Toen hij in 1920 met verlof was, ontmoette hij Elisa Flores, met wie hij later trouwde. In 1926 werd hij in de staat Coahuila gestationeerd daar kwam hij in contact met Saulo en Silas, twee predikers van de Iglesia Cristiana Espiritual. Hun leringen verbood hun volgelingen om zich te houden aan goede hygiëne en om normale kleding te dragen. Hij werd door de twee rondtrekkende predikers gedoopt en daarna nam Eusebio Joaquín ontslag uit het leger en deed hij samen met zijn vrouw het huishoudelijke werk voor de twee predikers en ging wonen in Monterrey. Op 6 april 1926 kreeg Eusebio Joaquín een visioen waarin God zijn naam veranderde van Eusebio in Aarón en hem vertelde dat hij Monterrey moest verlaten.
In de jaren 1920 beleefde Mexico een periode van politiek instabiliteit. De president Plutarco Elías Calles probeerde de macht van de katholieke kerk in te perken. Als reactie daarop schorte de Katholieke Kerk alle diensten op wat leidde tot oproer Dit zorgde voor een vijandige omgeving voor het werk van Aarón Joaquín. Die vaak preekte bij de ingang van katholieke kerk.
Aarón Joaquín werkte als schoenenverkoper en vormde een groep van tien gelovigen die elkaar ontmoetten in het appartement van zijn vrouw. [Hij begon de hiërarchie van de Kerk op te bouwen door de eerste twee diaconessen, Elisa Flores en Francisca Cuevas, aan te stellen. Later droeg hij de eerste predikant op om toezicht te houden op veertien gemeenten in Ameca (Jalisco). In de beginjaren van de kerk (eind jaren twintig), reisde Aarón Joaquín naar de staten Michoacán, Nayarit en Sinaloa om te prediken. In 1931 werd de eerste Santa Cena (Heilig Avondmaal) gehouden ter herdenking van de kruisiging en opstanding van Jezus. De kerk kwam bijeen op het platteland, uit angst voor klachten van katholieke buren.  
In 1934 werd een tempel gebouwd in Guadalajara en leden werden aangemoedigd om huizen in dezelfde buurt te kopen en zo een gemeenschap op te richten. De tempel stond geregistreerd als Iglesia Cristiana Espiritual (spirituele christelijke kerk), maar Aarón Joaquín beweerde Gods woord te hebben ontvangen bij de inwijding van de tempel, zeggende dat het "licht van de wereld" was en dat zij de Iglesia del Dios waren Vivo, Columna y Apoyo de la Verdad (Kerk van de levende God, pijler en grond van de waarheid). De kerk gebruikte de laatste naam om zichzelf te identificeren. In 1939 verhuisde het naar een nieuwe ontmoetingsplaats in San Antonio in het zuidoosten van Guadalajara, en vormde zo zijn tweede kleine gemeenschap die voornamelijk door zijn leden werd bevolkt.
In 1938 keerde Aarón Joaquín terug naar Monterrey om tot zijn voormalige medewerkers te prediken. Daar leerde hij dat hij was gedoopt volgens de trinitarische formule en niet in de naam van Jezus Christus zoals hij predikte. Daarom was een herdoop noodzakelijk in de naam van Christus. Hij werd opnieuw gedoopt door zijn medewerker Lino Figueroa. Dit markeerde de afscheiding van Aarón Joaquín van de rest van de Pinkstergemeenschap

### Schisma van 1942
In 1942 verlieten minstens 250 leden  de LLDM. De spanningen begonnen op te lopen na de verjaardag van Aarón Joaquín, toen de congregatie hem bloemen cadeau gaf en liederen zong om zijn verjaardag te vieren. Deze viering veroorzaakte een verhit debat dat eindige in het overlopen van verschillende kerkleden, waaronder enkele predikanten. Antropoloog Renée de la Torre beschreef dit schisma als een machtsstrijd waarin Aarón Joaquín beschuldigd werd zichzelf te hebben verrijkt ten koste van de gelovigen. Dissidenten gingen naar de lokale krant El Occidental om de gebleven kerkleden te beschuldigen van het plegen van misbruik met jonge vrouwen. Sommige beschuldigingen waren bedoeld om een tempel te sluiten die de kerk met toestemming van de regering gebruikte. Leden van LLDM schrijven deze episode toe aan de afgunst en ambitie van de dissidenten, die hun eigen groep vormden genaamd El Buen Pastor (De Goede Herder) onder leiding van José María González, met leerstellingen en rituelen vergelijkbaar met die van La Luz del Mundo. Ook hun leider wordt beschouwd als een profeet van God.  In 2010 had El Buen Pastor 17.700 leden in Mexico. Onder degenen die overliepen naar El Buen Pastor was Lino Figueroa, de pastoor die Aarón Joaquín in 1938 had herdoopt. Aarón Joaquín kreeg in juli 1943 een visioen waarin de doop door Figueroa ongeldig werd verklaard en hij werd bevolen zichzelf opnieuw te dopen terwijl hij Jezus naam aanriep. De hele gemeente werd ook opnieuw gedoopt, aangezien Aarón Joaquín nu de bron was van de legitimiteit en authenticiteit van de doop. Nu al degenen die hem hadden uitgedaagd weg waren, was Aarón Joaquín in staat het leiderschap van La Luz del Mundo te consolideren

### Kerkuitbreiding en groei
Samuel Joaquín Flores werd geboren op 14 februari 1937 als de jongste van acht broers en zussen. Hij werd de leider van La Luz del Mundo op 27-jarige leeftijd na de dood van zijn vader. Hij zette zijn vaders verlangen naar internationale expansie voort door veel buiten Mexico te reizen. In augustus 1964 bezocht hij voor het eerst kerkleden in de Mexicaanse staat Michoacán en ging later dat jaar op zendingsreis naar Los Angeles. In 1970 was de kerk uitgebreid naar Costa Rica, Colombia en Guatemala. De eerste kleine tempel in Hermosa Provincia werd gesloopt en in 1967 vervangen door een grotere.  Met het werk van Samuel Joaquín werd LLDM geïntegreerd in Guadalajara en de kerk repliceerde het model van Hermosa Provincia in veel steden in Mexico en daarbuiten. In 1972 waren er ongeveer 72.000 leden van de kerk, dat steeg tot 1,5 miljoen in 1986 en tot 4 miljoen in 1993. Antropoloog Patricia Fortuny zegt dat de groei van de kerk kan worden toegeschreven aan verschillende factoren, waaronder haar sociale voordelen, die de levensomstandigheden van gelovigen verbetert. Samuel Joaquín hield toezicht op de bouw van scholen, ziekenhuizen en andere sociale diensten. De kerk breidde tussen 1990 en 2010 zich ook uit naar landen, waaronder het Verenigd Koninkrijk, Nederland, Zwitserland, Ethiopië en Israël. Tegen het einde van de bediening van Samuel Joaquín was La Luz del Mundo verspreid over vijftig landen. Na vijftig jaar aan het hoofd van La Luz del Mundo te hebben gestaan, overleed Samuel Joaquín op 8 december 2014 in zijn huis.
Na de dood van zijn vader werd op 14 december 2014 Naasón Joaquín García de leider van La Luz del Mundo. Naasón Joaquín is de vijfde van acht Joaquín-kinderen, hij werd geboren op 7 mei 1969 in Guadalajara. Daarvoor was hij 22 jaar predikant van de kerk, in die tijd lanceerde hij Berea Internacional, de media- en uitgeverstak van de kerk. Onder zijn leiding is de kerk nog eens uitgebreid naar acht landen.

## Gebruiken

### De eredienst
Tijdens de erediensten van LLDM zitten mannen en vrouwen gescheiden. Vanaf de preekstoel gezien zitten mannen rechts en de vrouwen links. Tijdens de dienst dragen de vrouwen een sluier. In de eredienst zingen de leden a capella en is er geen ondersteuning door muziekinstrumenten ook wordt er niet gedanst of geklapt. In privé omgeving luistert men wel muziek en speelt instrumenten. De kerk gelooft dat aanbidding alleen aan God moet worden gedaan. Dus zijn er in de kerken geen afbeeldingen, kruisen of heiligen. Al deze dingen ziet men als afgoderij.
Door de week houdt de kerk dagelijks drie gebedsbijeenkomsten. Op zondag zijn er twee bijeenkomsten. De ochtenddienst begint met gebed en lofzangen. Daarna houd de predikant een lezing over het onderwerp dat de komende week wordt behandeld. Tijdens de dienst is het gebruikelijk dat zowel mannen als vrouwen een geciteerd vers uit de Bijbel voorlezen. Aan het einde van de dienst zijn er gezangen en gebeden en is er een collecte. In de zondagavonddienst is er een kortere lezing met als doel het onderwerp van  de ochtenddienst te verdiepen.
De eerste dagelijkse gebedsdienst is om 5.00 en duurt meestal een uur. Doel is om de boodschap van zondag nog eens extra vast te leggen. De tweede is om 9.00  oorspronkelijk gestart door de vrouw van Aarón Joaquín, Elisa Flores. Een vrouwelijk kerklid zit de gebedsbijeenkomst voor, inclusief een lezing. Het avondgebed heeft dezelfde opbouw als de samenkomst van 5:00 uur.

### De Bijbel
De leden van LLDM geloven in de Bijbel als enige bron van de christelijke leer. Daarmee is de Bijbel de belangrijkste inspiratiebron voor predikanten en lekenpredikers. Door onder andere de zondagsschool probeert de leiding uniformiteit van leringen en overtuigingen te handhaven.

### Herstel van de oorspronkelijke kerk
De LLDM gelooft dat de kerk circa tweeduizend jaar geleden  door Jezus Christus zelf is gesticht, maar dat na het overlijden de laatste apostel (apostel Johannes) rond 96 na Christus de kerk in verval is geraakt. Tot de roeping van apostel Aarón Joaquín om de kerk te herstellen. Redding kan volgens de kerk alleen bereikt worden door de op de Bijbel gebaseerde leringen van hun leider te volgen.

### Roeping van de dienaren van God
De LLDM gelooft dat de apostelen rechtstreeks door God zijn gekozen en gezonden om de wil van God en redding te prediken. Hoewel de leiding van de kerk over is gegaan van vader op zoon en (klein)zoon gelooft de kerk dat het volgens Gods uitverkiezing is. De kerk ziet de huidige leider als enige echte dienaar van God en als apostel van Jezus Christus in deze tijd.

### Doop en Drie-eenheid
De LLDM verwerpt de doctrine van de Drie-eenheid. De kerk leert dat God de enige en universele God is. Jezus Christus is de Zoon van God en redder van de wereld in plaats van deel uit te maken van een Drie-eenheid. Men praktiseert de doop door onderdompeling van de gelovige tot vergeving van zonden. Men wordt gedoopt in de naam van Jezus Christus. Ook gelooft men in de doop met de Heilige Geest. Dit is de bevestiging van God voor het mogen binnengaan in de hemel.

### Rol van de man en vrouw
Vrouwelijke gemeenteleden van de LLDM dragen geen sieraden, make up en hebben lang haar en dragen lange rokken of jurken (behalve tijdens recreatieve activiteiten). Op basis van de Bijbelteksten 1 Timotheüs 2:9 en 1 Korintiërs 11:15. De LLDM vindt dat vrouwen op sociaal en maatschappelijk gebied wat betreft opleiding en werk gelijk aan mannen. Ze mogen alleen geen prediker worden in de kerk. Wel kunnen ze missionarissen of evangeliepredikers worden. Maar de sacramenten toedienen is alleen voorbehouden aan mannen. De mannen mogen geen lang haar dragen of in het openbaar een korte broek dragen.
Rond de eeuwwisseling kregen vrouwen binnen de LLDM functies die voorheen alleen door mannen werden bekleed. Zoals woordvoerder of directeur van organisatie.

### Feesten
Het grootste feest is het Heilig Avondmaal (in het Spaans Santa Cena). Dit wordt jaarlijks gevierd op 14 augustus. Het paas of kerstfeest wordt niet gevierd. De geboortedag van Naasón Joaquín wordt gevierd op 7 mei vanuit de hoofdvestiging in Guadalajara.

## Kerkelijke organisatie
De structuur is hiërarchisch bovenaan staat Naasón Joaquin hij heeft de geestelijke leiding maar is ook verantwoordelijk voor de besturing en organisatie van de kerk. Onder hem staan predikanten waarvan men verwacht dat zij zich ontwikkelen als herder, profeet of leraar. Alle predikanten zijn ook evangelist en van hen wordt verwacht dat ze ook zendingstaken op zich nemen. De leraars en profeten leggen het woord van God uit. Onder de predikanten staan diakenen zij houden zich bezig met het toedienen van de sacramenten onder de gemeenteleden. Onder de diakenen staan opzichters die verantwoordelijk zijn voor het morele gedrag en welzijn van de verschillende groepen binnen een gemeente. Onderdeel van hun werk is het verlenen van toestemming als mensen de gemeente willen verlaten voor vakantie of een baan buiten het kerkdistrict. Helemaal onderaan in de hiërarchie staan de arbeiders zij helpen met name met het zendingswerk. Degene met een betaalde functie krijgen hun inkomen uit de giften van de leden. De kerk schrijft voor dat de leden tienden moeten betalen.
Een kerk of groepering die niet in staat is volledig in de religieuze behoeften van haar leden te voorzien, wordt een missie genoemd. Missies zijn afhankelijk van een gemeente die wordt bestuurd door een predikant. Een groep van meerdere gemeenten met hun missies vormen een district. Elk land is verdeeld in meerdere districten. In Mexico vormen verschillende districten samen vijf jurisdicties die als juridische entiteiten optreden.

### Lidmaatschap statistiek
Er zijn geen officiële statistieken over het totale lidmaatschap van LLDM. In 2000 meldde de kerk wereldwijd 5 miljoen leden te hebben, onder wie 1,5 miljoen in Mexico. De Mexicaanse volkstelling in 2000 telde ongeveer 70.000 leden van 5 jaar en ouder door heel het land. In 2010 waren dit er 188.326 en de laatste telling in 2020 meldde 190.005 leden van alle leeftijden. Er zijn geen cijfers van voor 2000. De antropoloog Hugo G Nutini schatte op basis van het aantal gemeenten en gemiddeld aantal leden dat de kerk in 2000 wereldwijd ongeveer 1.125.000 leden had. Waarvan driekwart in Mexico. In 2008 meldden Fortuny en Williams een lidmaatschap van wereldwijd 7 miljoen aanhangers.
In El Salvador zijn er vanaf 2009 naar schatting 70.000 leden van La Luz del Mundo verdeeld over 140 gemeenten met een predikant en 160 andere gemeenten met tussen de 13 en 80 leden. In 2008 waren er ongeveer 60.000 kerkleden in de Verenigde Staten.